# Lagochile paraensis
Lagochile paraensis är en skalbaggsart som beskrevs av Marc Soula 2005. 
Lagochile paraensis ingår i släktet Lagochile och familjen Rutelidae. Inga underarter finns listade i Catalogue of Life.